# Toxopneustidae
Famille
Les Toxopneustidae forment une famille d'oursins (échinodermes) au sein de l'ordre des Temnopleuroida.

## Description et caractéristiques

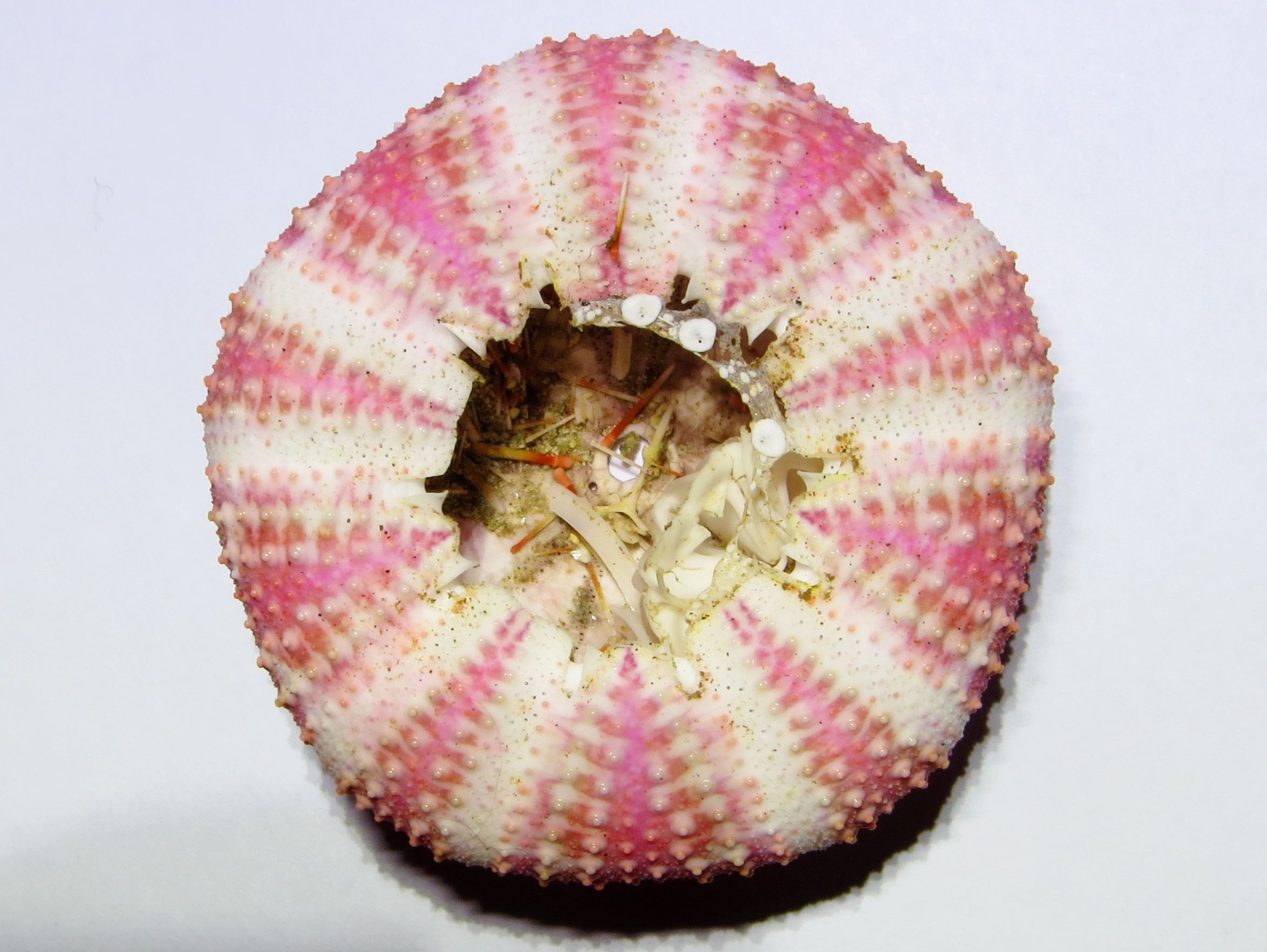
L'une des principales caractéristiques de cette famille se trouve dans les encoches buccales entourant le péristome, fines et profondes (ici un Toxopneustes pileolus).

Ces oursins sont des oursins dits réguliers, c'est-à-dire qu'ils sont de forme ronde, avec la bouche située au centre de la face inférieure (« face orale ») et l'anus à l'opposé (face dite « aborale »), au centre de l'« appareil apical » situé au sommet de la coquille (appelée « test »).
Leur forme est souvent légèrement aplatie dorsalement, et les piquants (« radioles ») sont disposés en méridiens bien séparés (laissant parfois des zones nues, souvent densément garnies de gros pédicellaires).
- Le test est composée de plaques soudées (de type échinoïde), comportant chacune trois doublets de pores aquifères. Sur la face orale, il est entaillé de 10 encoches buccales profondes (de 2 à 5 mm) à la limite avec le péristome (membrane entourant la bouche), qui est recouvert de petites plaques.
- Les piquants (« radioles ») sont souvent courts, disposés sur des mamelons non perforés.
- La mâchoire (« Lanterne d'Aristote ») comporte 5 dents carénées à épiphyses soudées au-dessus du foramen magnum (de type « camarodonte »)[1], dans un péristome percé de 10 encoches buccales étroites et profondes ;
- Les tubercules d'implantation des radioles sont non perforés et non crénulés[2].

Cette famille semble être apparue à l'Éocène.

### Écologie et comportement
On appelle souvent les espèces de cette famille « oursins collecteurs » (ou « collectionneurs »), car la plupart ont pour habitude de se camoufler en portant des objets (coquilles, algues, roches, débris...) au-dessus d'eux au moyen de leurs podia et pédicellaires. Cette pratique est attestée chez presque toutes les espèces de la famille quand elles vivent à faible profondeur, même si elle est aussi présente chez des oursins côtiers d'autres familles comme les Psammechinus ou Paracentrotus. L'oursin Tripneustes gratilla pratique le camouflage d'une manière si systématique que l'expression collector urchin est son principal nom vernaculaire en anglais. L'utilité de ce comportement est encore relativement obscure : on a pensé qu'il pourrait s'agir d'un mécanisme de défense contre les prédateurs (camouflage ou bouclier), mais la présence de cette pratique chez des oursins déjà très bien protégés par un puissant venin tel que l'oursin-fleur semble discréditer cette hypothèse. Une autre théorie serait que ces objets sont utilisés comme ombrelles par les oursins vivant à faible profondeur pour se protéger des rayonnements ultraviolets du soleil, filtrés par l'eau à des profondeurs plus importantes. Les observations montrent que Toxopneustes pileolus se débarrasse de son camouflage pour éjecter ses gamètes.
Certains sont venimeux (oursin mitre, oursin-fleur...).

### Rapport à l'homme
Plusieurs représentants de cette famille sont comestibles (oursin variable, oursin granuleux, oursin blanc...).
C'est cependant dans cette famille qu'on trouve les oursins venimeux les plus dangereux, notamment les Toxopneustes.

## Liste des genres
| Selon World Register of Marine Species (24 octobre 2013) : - Goniopneustes Duncan, 1889 -- 1 espèce - Gymnechinus Mortensen, 1903b -- 4 espèces - Lytechinus A. Agassiz, 1863 -- 7 espèces actuelles et 4 éteintes - Nudechinus H.L. Clark, 1912 -- 9 espèces - Oligophyma Pomel, 1869 † - Pseudoboletia Troschel, 1869 -- 4 espèces - Schizechinus Pomel, 1869 † - Scoliechinus Arnold & H.L. Clark, 1927 † - Sphaerechinus Desor, 1856 -- 1 espèce - Toxopneustes L. Agassiz, 1841b -- 4 espèces - Tripneustes L. Agassiz, 1841b -- 3 espèces actuelles et 2 éteintes | Selon ITIS (24 octobre 2013) : - Lytechinus - Pseudoboletia - Pseudocentrotus - Sphaerechinus - Tripneustes |

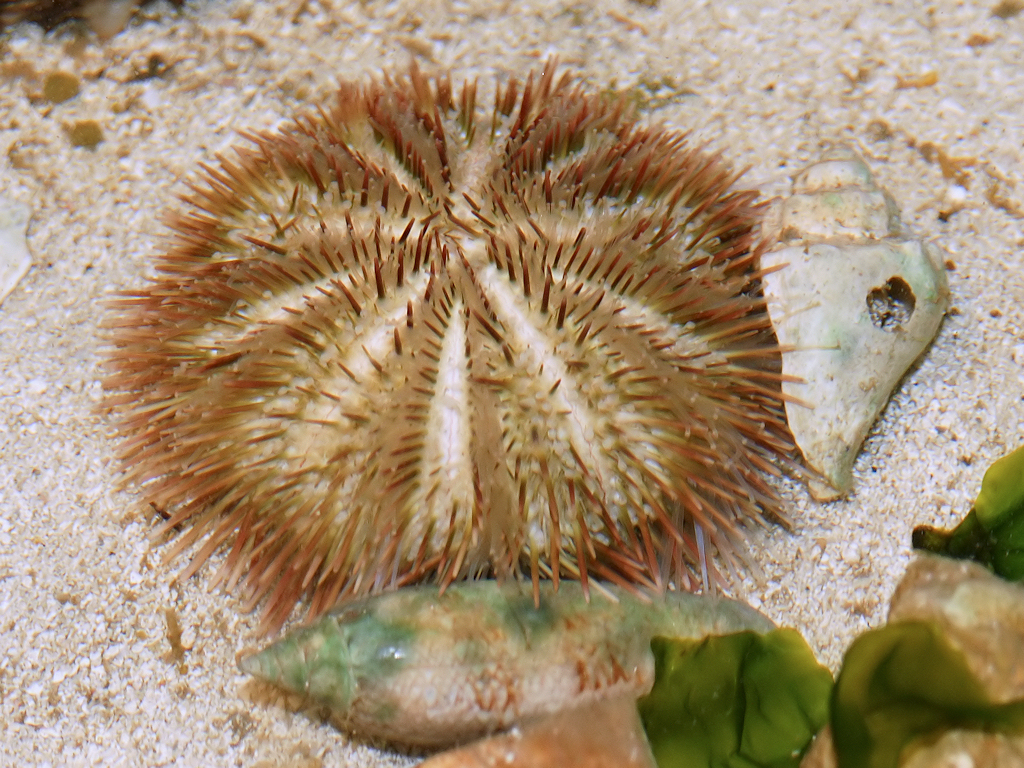
Lytechinus variegatus
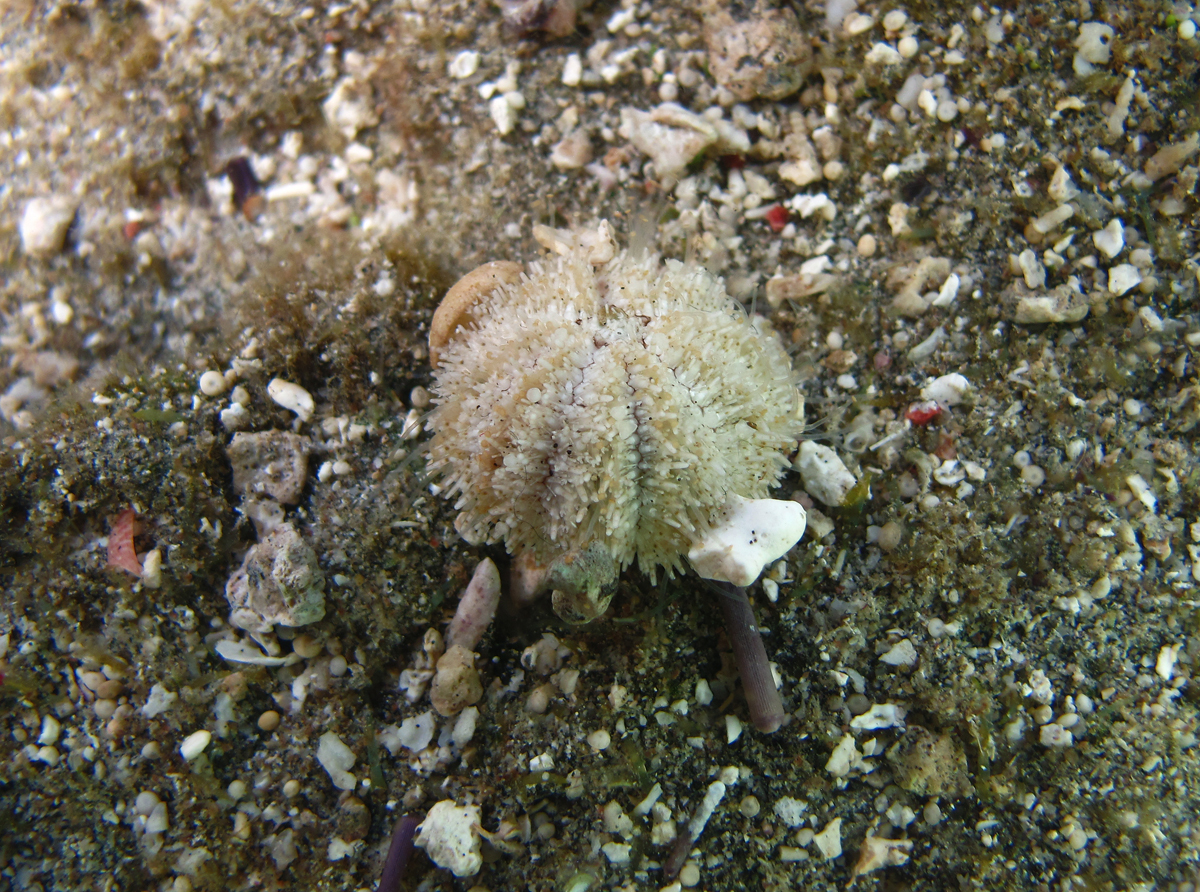
Nudechinus verruculatus
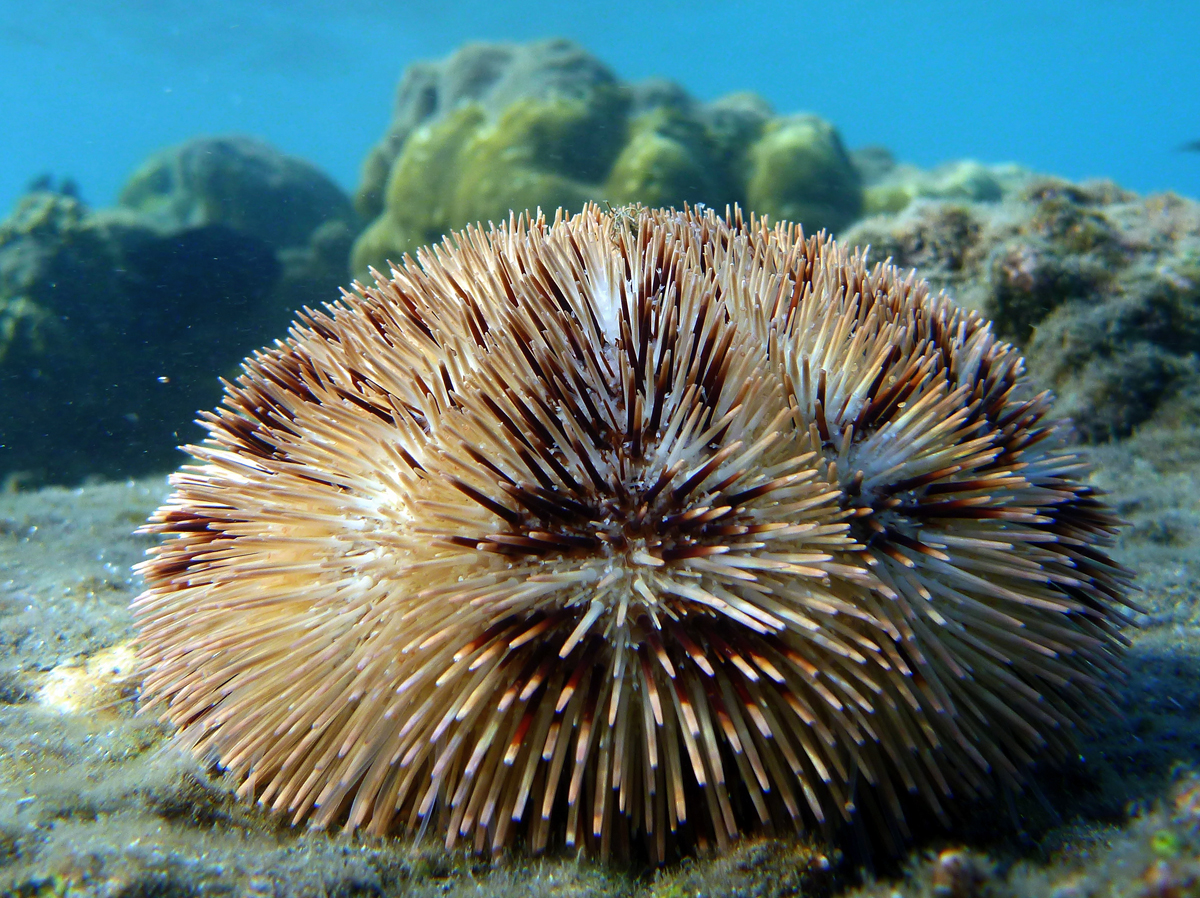
Pseudoboletia maculata
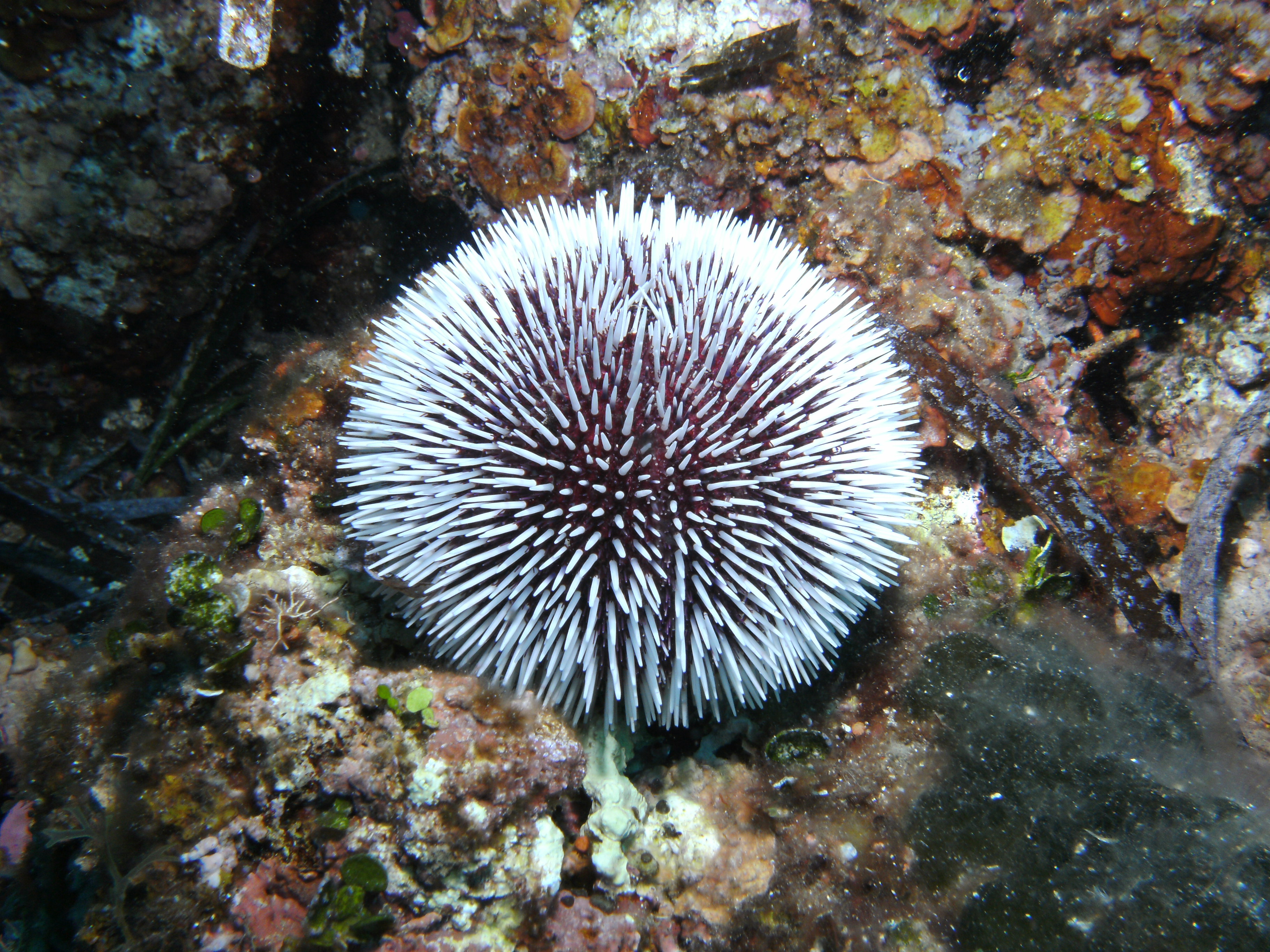
Sphaerechinus granularis
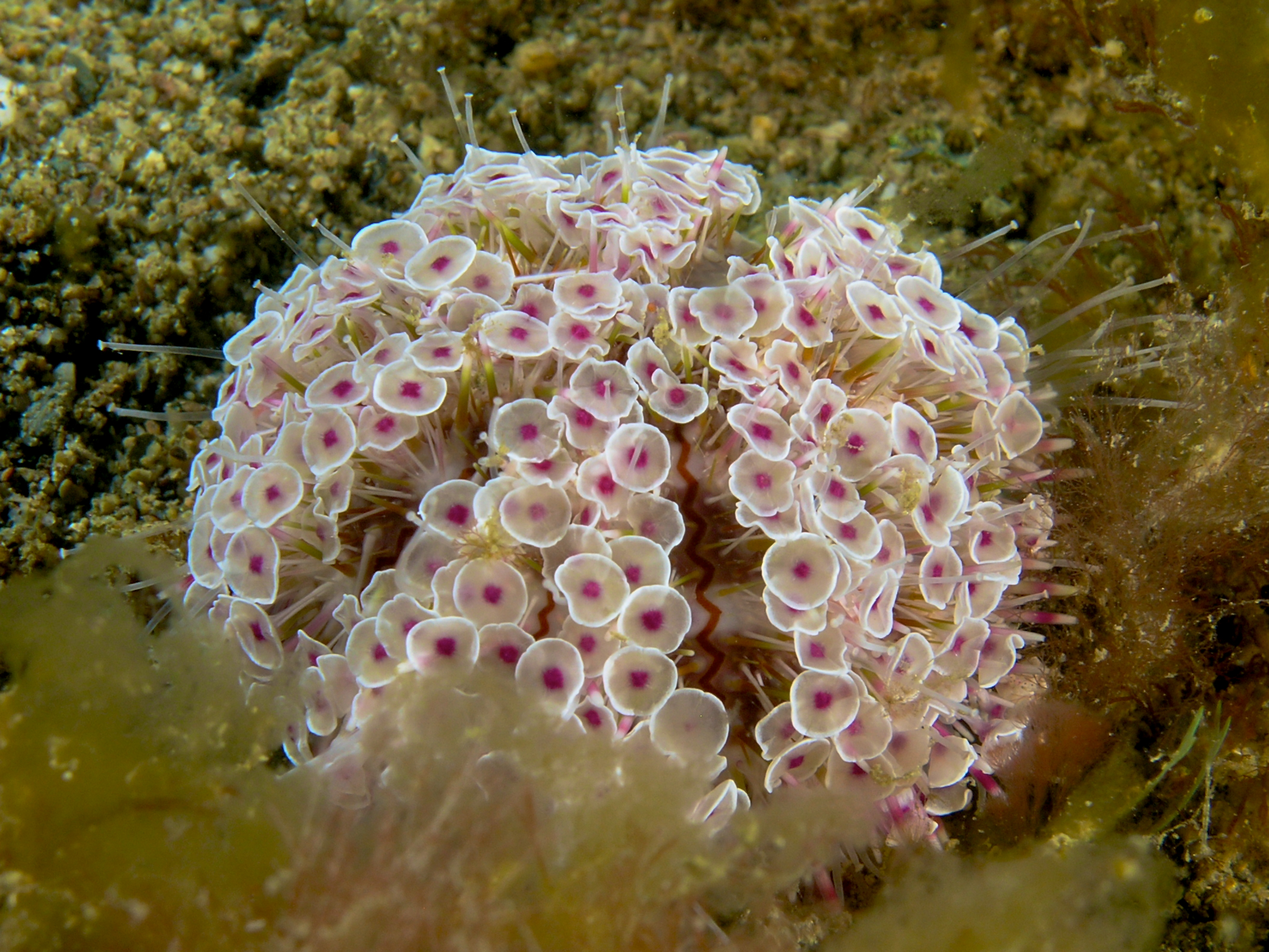
Toxopneustes pileolus
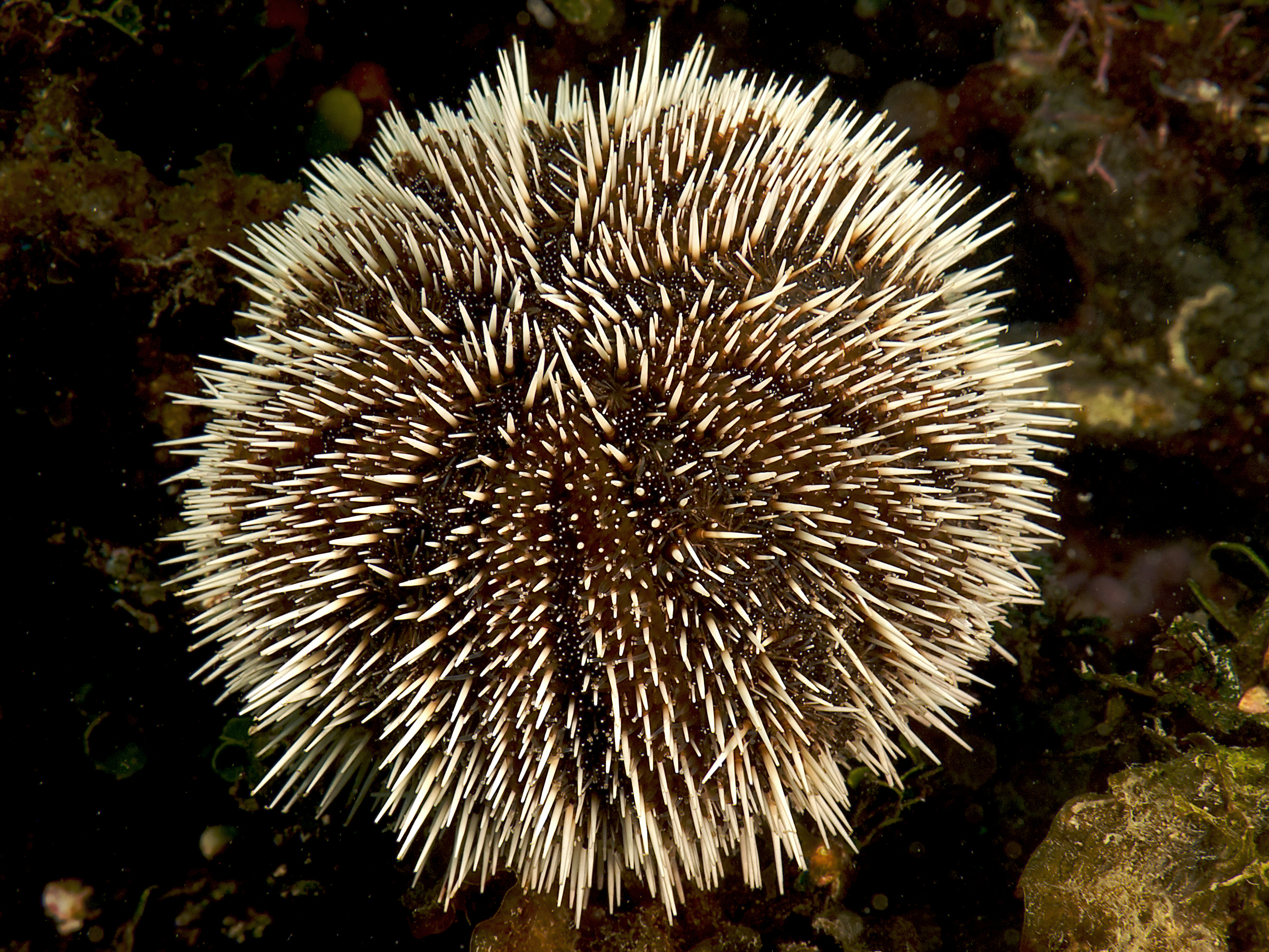
Tripneustes ventricosus

test de Gymnechinus pulchellus.
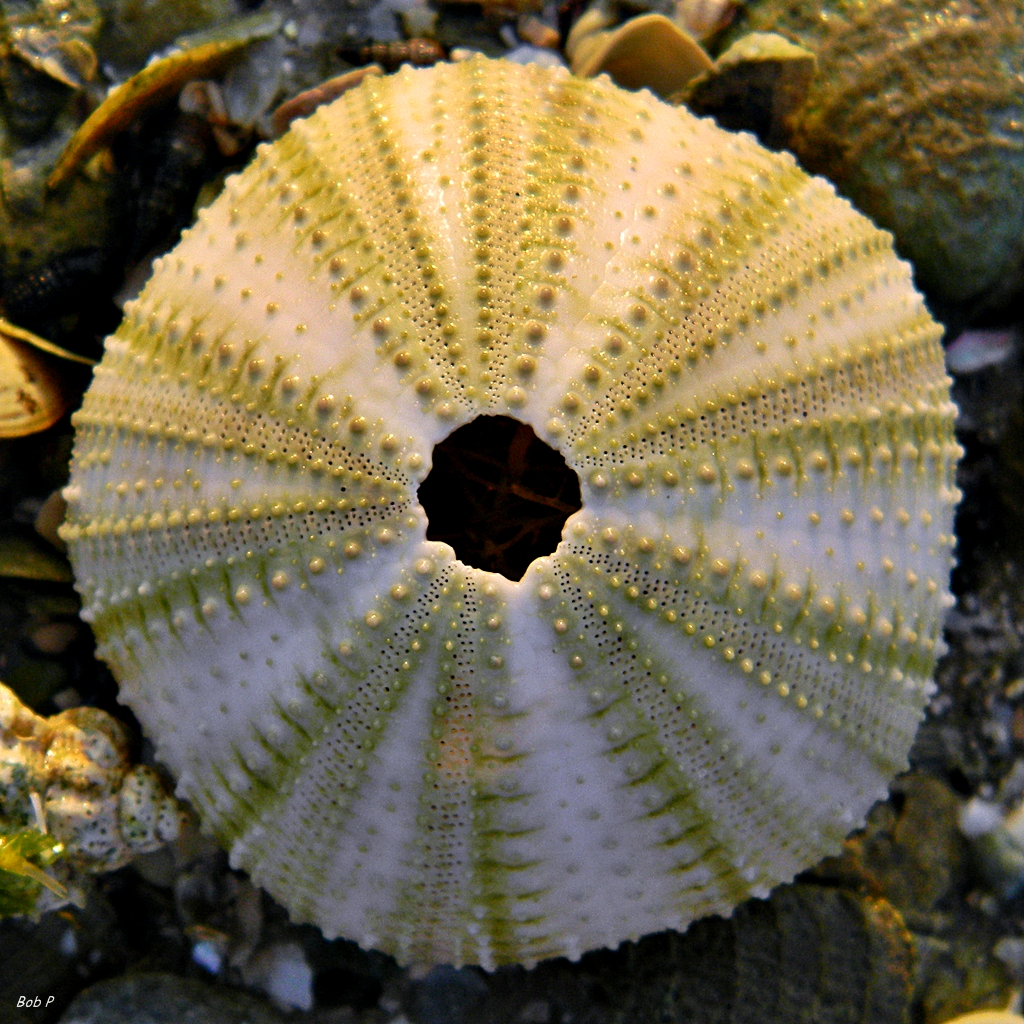
test de Lytechinus variegatus.
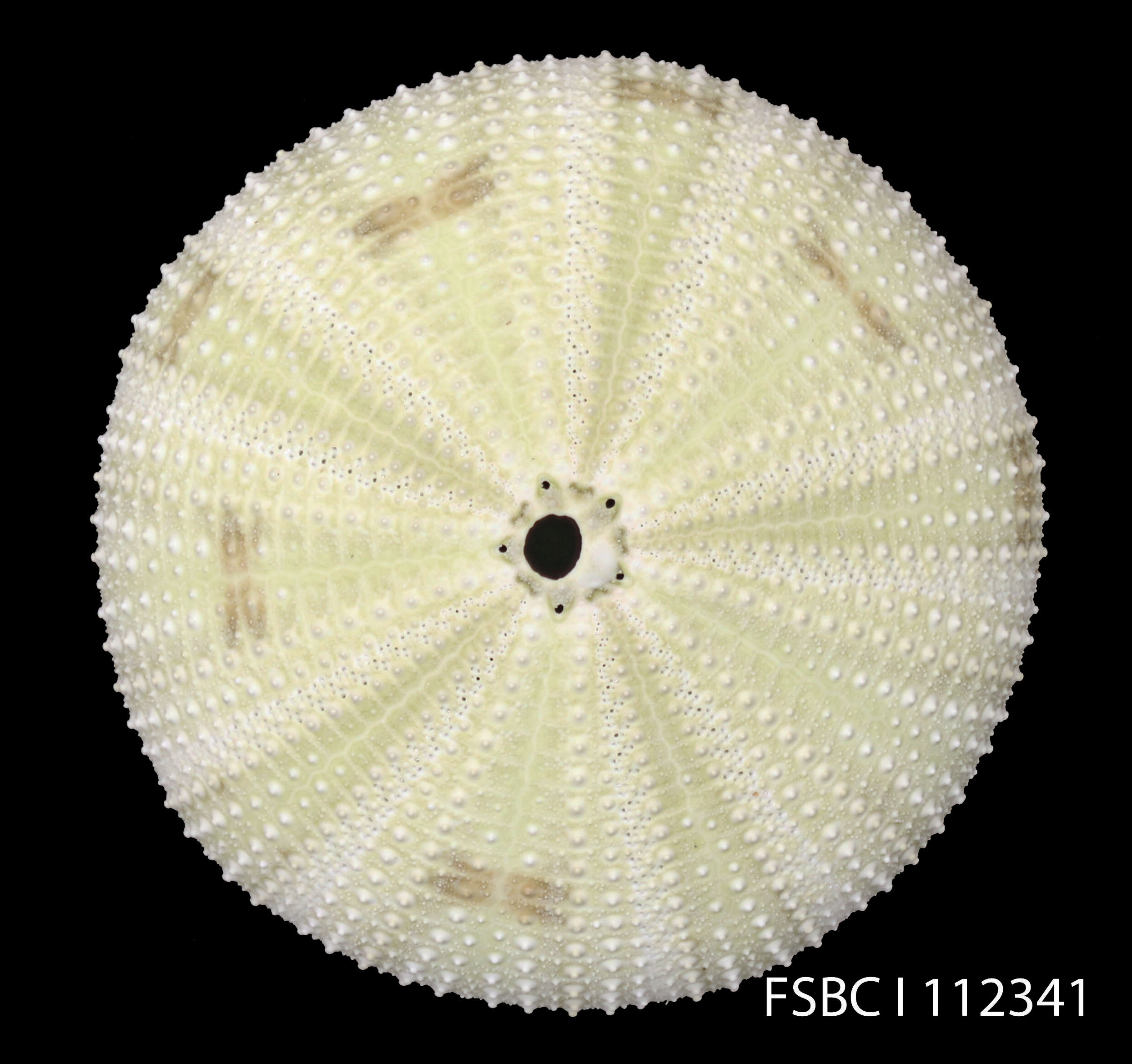
test de Pseudoboletia maculata.
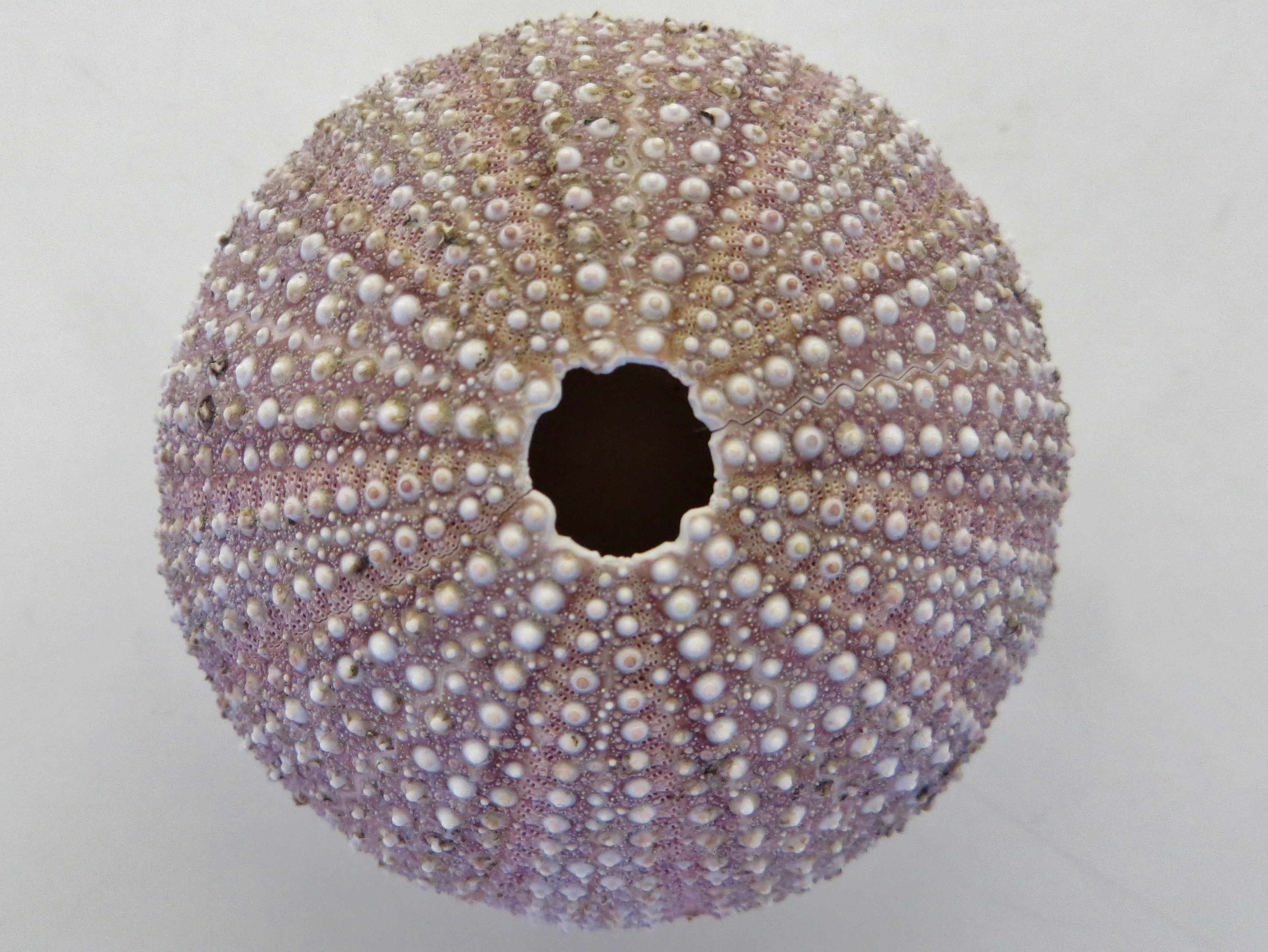
test de Sphaerechinus granularis.
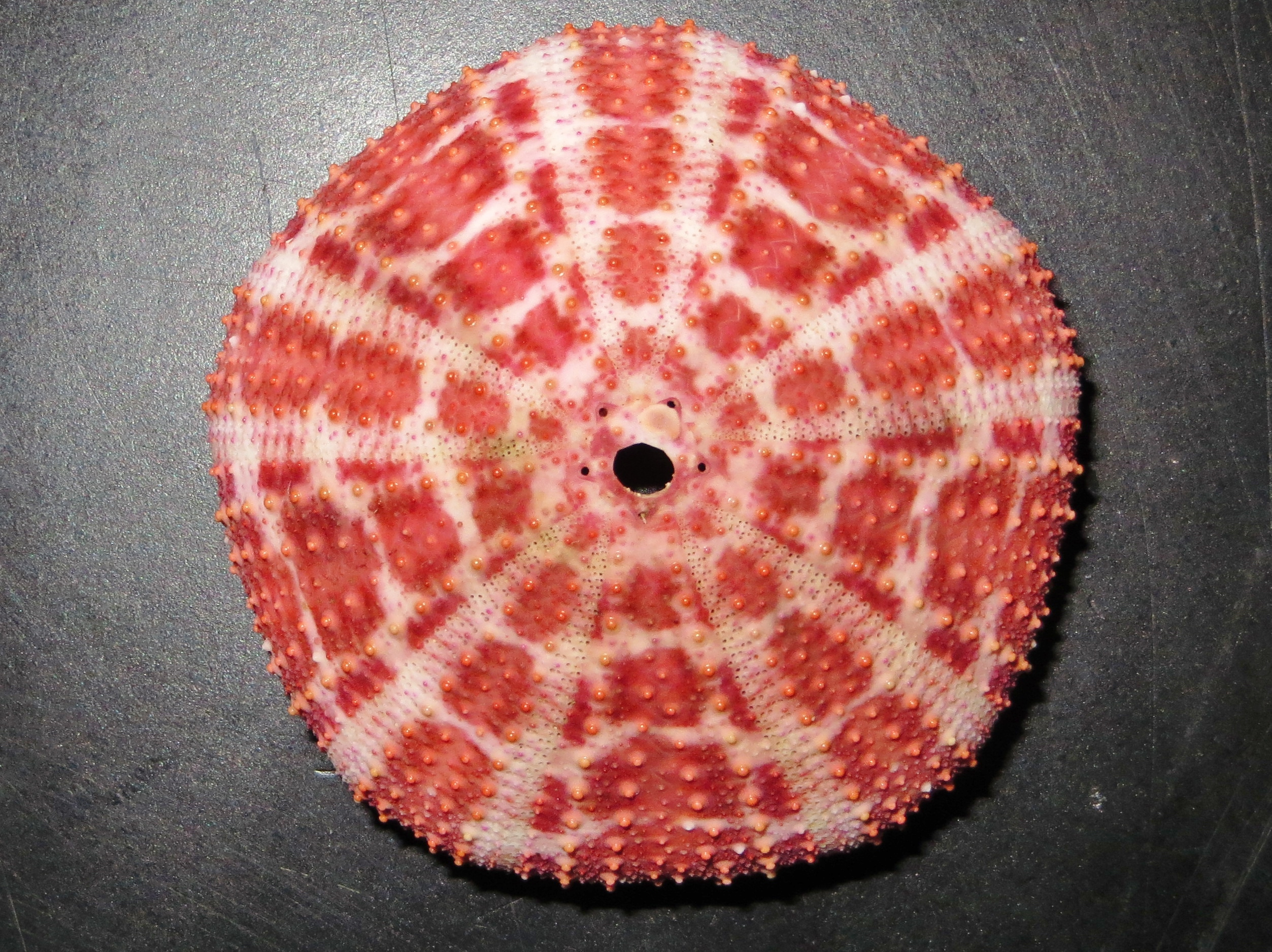
Test de Toxopneustes pileolus.
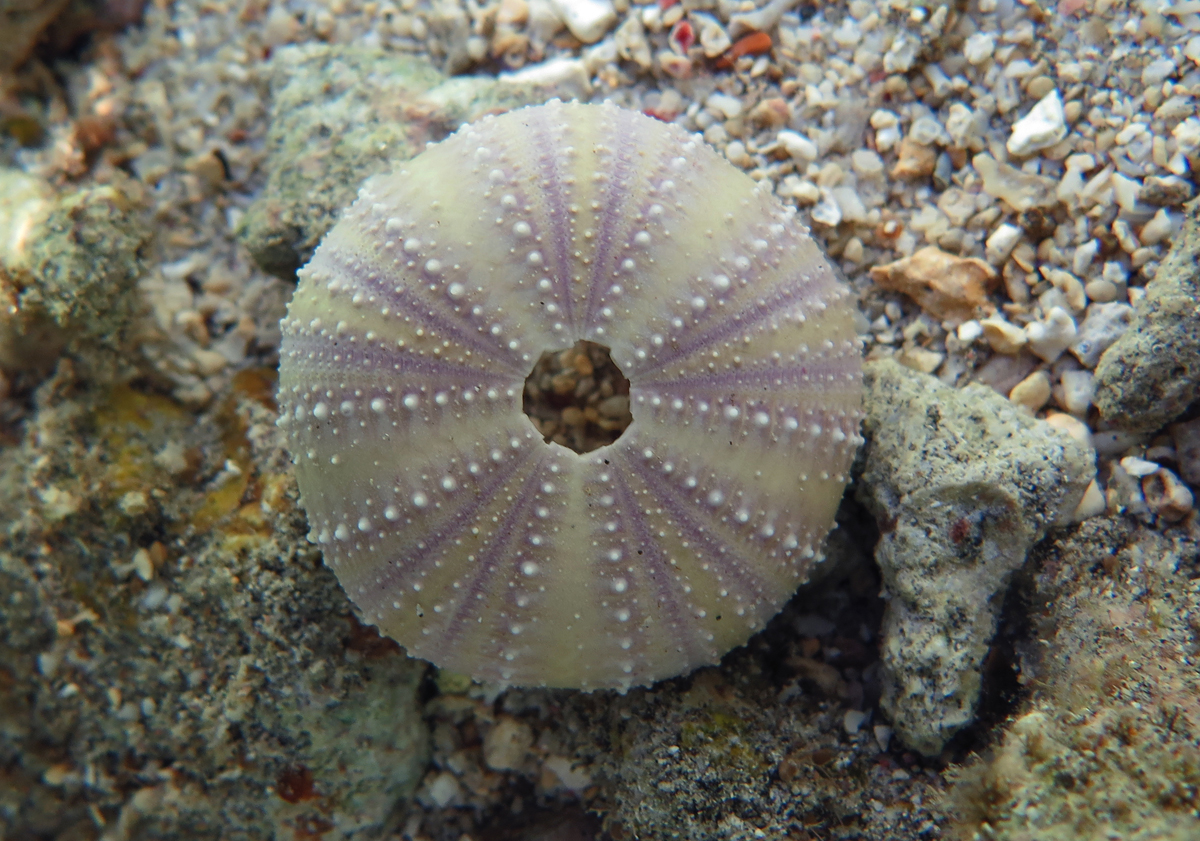
test de Tripneustes gratilla.
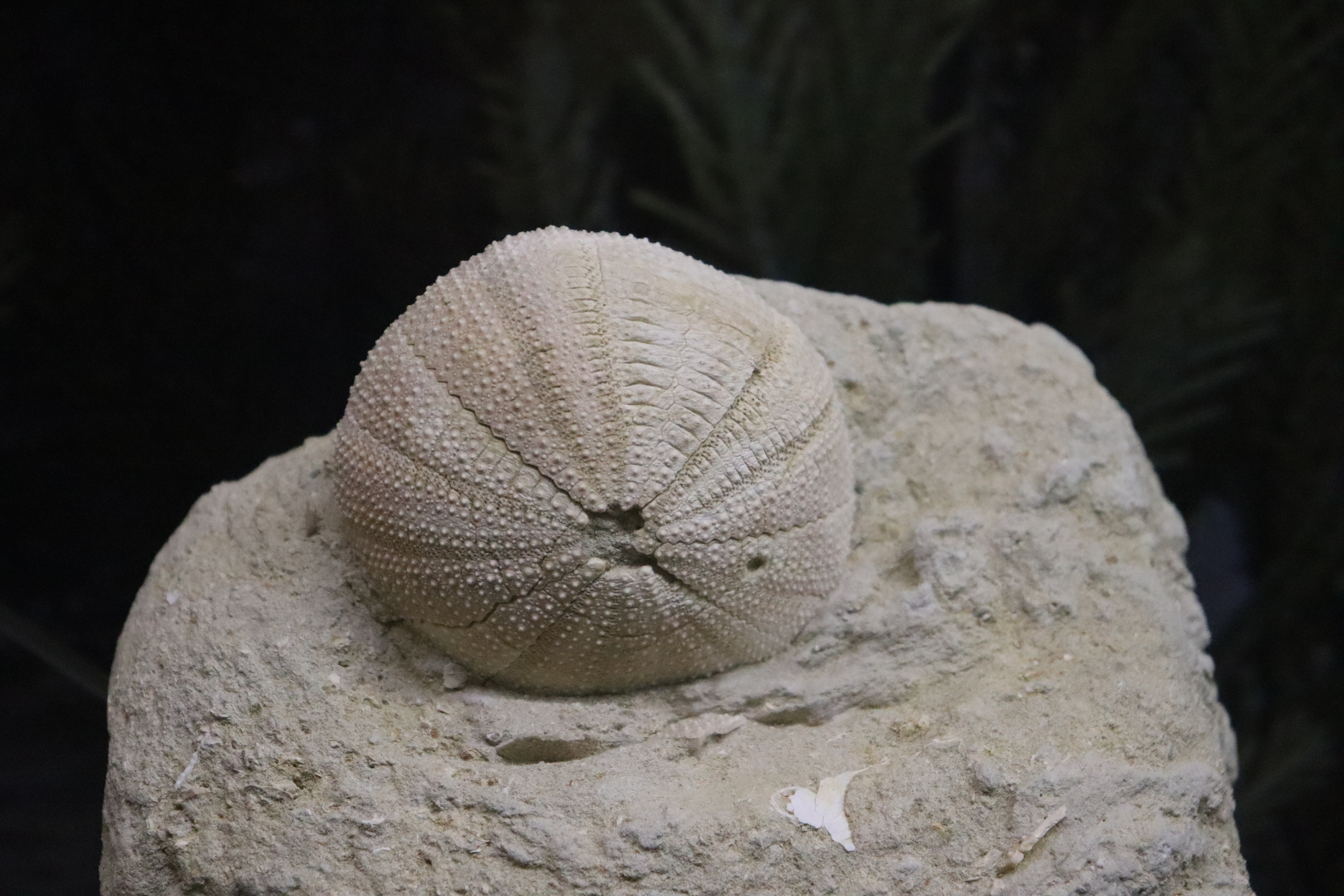
Fossile de Schizechinus candeli